# Microstylum appendiculatum
Microstylum appendiculatum är en tvåvingeart som beskrevs av Macquart 1847. Microstylum appendiculatum ingår i släktet Microstylum och familjen rovflugor.
Artens utbredningsområde är Madagaskar. Inga underarter finns listade i Catalogue of Life.